# Miss México
O Miss México refere-se ao concurso de beleza feminino que promove a escolha de uma candidata de origem mexicana para que esta possa competir no certame internacional Miss Universo. 
Ele surgiu em 1952 e por muitos anos existiu simplesmente como Señorita Mexico, organização que em 1994 foi substituída pelo Nuestra Belleza México (NBM), concurso criado pela Miss Universo 1991, Lupita Jones, em parceria com a Televisa, e encerrado em 2017. 
Atualmente, desde meados de 2017, o Miss México está sob a marca Mexicana Universal, certame igualmente coordenado por Lupita e que também envia representantes para o Miss Internacional, Miss Charm e para o Rainha Hispano-Americana. 
A atual Miss México é Andrea Meza, eleita em novembro de 2020. Ela já havia sido a vice-Miss Mundo 2017. 
Entre 1995 e 2015 o NBM também enviava uma Miss México ao Miss Mundo.
Nota: para o Miss México Mundo consulte o artigo na Wikipédia em espanhol Miss México Organization.

## História

### Señorita Mexico
O Señorita Mexico (em português Senhorita México e em inglês Miss Mexico) foi o concurso que deu origem ao Miss México. Fundado em 1952, sua primeira vencedora foi Olga Llorens Pérez, que acabou no Top 10 do Miss Universo 1952. A última candidata eleita pelo certame para o Miss Universo foi Fabiola Pérez Rovirosa, que não se classificou. 
Nota: para conhecer toda história do concurso, leia o artigo na Wikipédia em inglês Señorita México.

### Nuestra Belleza Mexico
Criado em 1994, numa parceria entre a Televisa e a Miss Universo 1991, Lupita Jones, foi enquanto Nuestra Belleza México que o Miss México teve seu maior período de sucesso, com três vitórias internacionais em concursos importantes: 
- Anagabriela Espinoza, Miss Internacional 2007
- Priscila Perales, Miss Internacional 2009
- Ximena Navarrete, Miss Unvierso 2010

A última edição do concurso aconteceu em março de 2017, quando a Televisa, detentora da marca, decidiu encerrá-lo por ele gerar muitos custos.  

### Mexicana Universal
O anúncio da criação do Mexicana Universal foi feito em julho de 2017 por Lupita Jones.
Em 2019, Lupita explicou que o termo concurso de beleza já não seria mais utilizado, mas que a competição havia se transformado numa importante iniciativa para o empoderamento feminino. 
Entre 2018 e 2017 o Mexicana foi transmitido pela TV Azteca, mas a parceria chegou ao fim em 2020, quando ele passou a ser transmitido pela Imagen Televisión.  
O Mexicana envia representantes não só para o Miss Universo, mas também para o Miss Internacional, Miss Charm e para o Rainha Hispano-Americana. 

#### Polêmica
Em 17 de novembro de 2020, Sofía Aragón, eleita Miss México 2019, usou seu Instagram para dizer que não havia recebido nenhuma ajuda financeira de Lupita ou do Mexicana logo após ser eleita, nem para sua preparação para ir ao Miss Universo 2019, onde ficou em 3º lugar. 
Lupita respondeu em seu próprio Instagram, fazendo uma live com as candidatas do Mexicana Universal 2020, que Sofía havia sido avisada desde o início de que teria que arcar com os custos e que havia recebido dinheiro do governo de Guadalajara para ir ao Miss Universo. Ela também chamou Sofía de "falsa". Horas depois, no entanto, apagou o vídeo. 
A história gerou polêmica tendo o Infobae chamado o assunto de "Crise no Mexicana Universal", enquanto o Yahoo Notícias se referiu à questão como "escândalo".    

## Vencedoras do Miss México
| Ano  | Vencedora                            | Estado              | Colocação              | Premiação Especial                      |
| ---- | ------------------------------------ | ------------------- | ---------------------- | --------------------------------------- |
| 2020 | Andrea Meza                          | Chihuahua           | MISS UNIVERSO 2020     | Nota: Andrea foi a vice-Miss Mundo 2017 |
| 2019 | Sofía Montserrat Aragón Torres       | Jalisco             | 3° Lugar               |                                         |
| 2018 | Andrea Toscano Ramírez               | Colima              |                        |                                         |
| 2017 | Denisse Iridane Franco Piña          | Sinaloa             |                        |                                         |
| 2016 | Yuselmi Cristal Silva Dávila         | Tamaulipas          | Semifinalista (TOP 09) |                                         |
| 2015 | Wendolly Esparza Delgadillo          | Aguascalientes      | Semifinalista (TOP 15) |                                         |
| 2014 | Josselyn Azzeneth Garciglia Bañuelos | Baja California Sur |                        |                                         |
| 2013 | Cynthia Lizeth Duque Garza           | Nuevo León          |                        |                                         |
| 2012 | Karina González Muñoz                | Aguascalientes      | Semifinalista (TOP 10) | 2º. Lugar - Melhor Traje Típico         |
| 2011 | Karin Cecilia Ontiveros Meza         | Jalisco             |                        | 2º. Lugar - Melhor Traje Típico         |
| 2010 | Ximena Navarrete Rosette             | Jalisco             | MISS UNIVERSO 2010     |                                         |
| 2009 | Karla Carrillo González              | Jalisco             |                        |                                         |
| 2008 | Elisa Nájera Gualito                 | Guanajuato          | 5º. Lugar              |                                         |
| 2007 | Rosa María Ojeda Cuen                | Sinaloa             | Semifinalista (TOP 10) |                                         |
| 2006 | Priscila Perales Elizondo            | Nuevo León          | Semifinalista (TOP 10) |                                         |
| 2005 | Laura Elizondo Erhard                | Tamaulipas          | 4º. Lugar              |                                         |
| 2004 | Rosalva Luna Ruiz                    | Sinaloa             | Semifinalista (TOP 15) |                                         |
| 2003 | Marisol González Casas               | Coahuila            |                        |                                         |
| 2002 | Ericka Cruz Escalante                | Yucatán             |                        |                                         |
| 2001 | Jacqueline Bracamontes               | Jalisco             |                        |                                         |
| 2000 | Leticia Murray Acedo                 | Sonora              |                        | Melhor Traje Típico                     |
| 1999 | Silvia Salgado Cavazos               | Nuevo León          | Semifinalista (TOP 10) |                                         |
| 1998 | Katty Fuentes García                 | Nuevo León          |                        |                                         |
| 1997 | Rebeca Tamez Jones                   | Tamaulipas          |                        |                                         |
| 1996 | Vanessa Guzmán Niebla                | Chihuahua           | Finalista (TOP 6)      |                                         |
| 1995 | Luz María Zetina Lugo                | México              |                        |                                         |
| 1994 | Fabiola Pérez Rovirosa               | Chihuahua           |                        |                                         |
| 1993 | Angelina González Guerrero           | Campeche            |                        |                                         |
| 1992 | Mónica Zúñiga Arriaga                | Hidalgo             |                        |                                         |
| 1991 | Lupita Jones Garay                   | Baja California     | MISS UNIVERSO 1991     |                                         |
| 1990 | Marilé Rosario Santiago              | Tlaxcala            | Semifinalista (TOP 6)  |                                         |
| 1989 | Adriana Abascal López                | Veracruz            | 5º. Lugar              |                                         |
| 1988 | Amanda Olivares Phillips             | Puebla              | 3º. Lugar              |                                         |
| 1987 | Cynthia Fallon García                | Distrito Federal    |                        |                                         |
| 1986 | Connie Carranza Ancheta              | Sonora              |                        |                                         |
| 1985 | Yolanda de la Cruz Cardenas          | Sinaloa             |                        |                                         |
| 1984 | Elizabeth Broden Ibáñez              | Sinaloa             |                        |                                         |
| 1983 | Mónica Rosas Torres                  | Durango             |                        |                                         |
| 1982 | Carmen López Flores                  | Distrito Federal    |                        |                                         |
| 1981 | Judith Grace González Hicks          | Nuevo León          |                        |                                         |
| 1980 | Ana Patricia Núñez Romero            | Sonora              |                        |                                         |
| 1979 | María Luisa Díaz Tejeda              | Nayarit             |                        |                                         |
| 1978 | Margarita Cervera Lavat              | Yucatán             | Semifinalista (TOP 12) |                                         |
| 1977 | Felicia Mercado Aguado               | Baja California     |                        |                                         |
| 1976 | Carla Jean Reguera                   | Guerrero            |                        |                                         |
| 1975 | Delia Servín Nieto                   | Sinaloa             |                        |                                         |
| 1974 | Lupita Elorriaga Valdéz              | Sinaloa             |                        |                                         |
| 1973 | Rossana Villares Moreno              | Yucatán             |                        |                                         |
| 1972 | María Orozco Quibrera                | Chihuahua           |                        |                                         |
| 1971 | Maria Luisa López Corzo              | Distrito Federal    |                        |                                         |
| 1970 | Zulema López Montemayor              | Sinaloa             |                        |                                         |
| 1969 | Gloria Hernández Martín              | Guanajuato          |                        |                                         |
| 1968 | Perla Aguirre Muñoz                  | Distrito Federal    |                        |                                         |
| 1967 | Valentina Valdés Duarte              | Yucatán             |                        |                                         |
| 1959 | Mirna García Dávila                  | Distrito Federal    |                        |                                         |
| 1958 | Leticia Corredor                     | Distrito Federal    |                        |                                         |
| 1957 | Irma Arévalo                         | Distrito Federal    |                        |                                         |
| 1956 | Erna Baumann                         | Distrito Federal    | Semifinalista (TOP 15) |                                         |
| 1955 | Yolanda Mayen                        | Distrito Federal    |                        |                                         |
| 1954 | Elvira Castillo Olivera              | Distrito Federal    |                        |                                         |
| 1953 | Ana Bertha Lepe Jiménez              | Jalisco             | 4º. Lugar              |                                         |
| 1952 | Olga Llorens Pérez                   | Chihuahua           | Semifinalista (TOP 10) |                                         |

Legenda:      Venceu o Miss Universo

## Vencedoras internacionais
As seguintes representantes que participaram do Miss México venceram concursos internacionais:
| Ano  | Nome                     | Concurso                  |
| ---- | ------------------------ | ------------------------- |
| 1991 | Lupita Jones             | Miss Universo             |
| 2007 | Priscila Perales         | Miss Internacional        |
| 2007 | Alejandra Espinoza       | Nuestra Belleza Latina    |
| 2008 | Laura Zúñiga*            | Rainha Hispano-americana  |
| 2008 | Lupita González Gallegos | Miss Continente Americano |
| 2009 | Anagabriela Espinoza     | Miss Internacional        |
| 2010 | Ximena Navarrete         | Miss Universo             |
| 2010 | Ana Patricia González    | Nuestra Belleza Latina    |
| 2020 | Andrea Meza              | Miss Universo             |

*Nota: Laura acabou perdendo o título quando meses depois de eleita foi presa por envolvimento com o tráfico de drogas. Ela foi substituída pela 2ª colocada, a brasileira Vivian Noronha.

## Ligações Externas
Instagram oficial